# Кецалтенанго
Кецалтенанго (на испански: Quetzaltenango) е град в Гватемала, столица на едноименния департамент Кецалтенанго. С население от около 300 000 жители е вторият по големина град в страната.

## История
Основан е през 1524, а между 1839 и 1902 е столица на Гватемала.

## Описание
Намира се в западната част на страната на 2333 м надморска височина, в планинска долина. Поради това климата е доста хладен. Има два изразени сезона – дъждовен (юни-ноември) когато вали всеки ден, предимно следобед и сух (декември-май).
Отглеждането и търговията с кафе е основната индустрия в града. Населението на града е преобладаващо индианско (65%), има още метиси (32%) и бели (3%).
1. ↑  www.citypopulation.de